# Oulu
Oulu (in svedese Uleåborg) è una città della Finlandia settentrionale, geograficamente è prossima al centro esatto della Nazione spostata a ridosso della costa ovest. Capoluogo della provincia omonima, si trova nella regione dell'Ostrobotnia Settentrionale, presso la foce dell'Oulujoki, sulle rive del Golfo di Botnia. Per dimensioni, è la sesta città della Finlandia.
Oulu è sia il centro commerciale che amministrativo della regione, ed è riconosciuta come una città tecnologica. Vi vivono 211848 abitanti, mentre la provincia omonima ne conta circa 200.000. La superficie (esclusa la parte marina) è di 380,39 km², di cui 10,96 km² sono acque interne, con una densità di popolazione di 351,4 abitanti/km² (al gennaio 2004). Dal 2009 comprende l'ex comune di Ylikiiminki.
È stata scelta per essere capitale europea della cultura nel 2026, insieme alla slovacca Trenčín.

## Storia
La città di Oulu è stata fondata l'8 aprile 1605 dal re Carlo IX di Svezia di fronte al castello di Oulu, eretto poco prima. Iniziò allora la forte crescita della città verso quella che oggigiorno è ritenuta la città principale della Finlandia settentrionale.
Il nome Oulu deriva probabilmente da una parola lappone che significa "acqua straripante". Nel XVII e XIX secolo Oulu era conosciuta tra l'altro per la produzione e il commercio di catrame e per la pesca del salmone. Nel 1765 Oulu acquisì il diritto di città doganale. Alla fine del Settecento era, dopo Turku, la più grande città finlandese in termini di abitanti (circa 3.000). Nel 1799 sostò a lungo ad Oulu l'esploratore mantovano Giuseppe Acerbi (1773-1846), che intraprese un lungo viaggio verso Capo Nord, primo italiano ad aver raggiunto il Capo via terra.
Il più grande cambiamento accadde nel 1822, quando un incendio distrusse tutto il centro. L'architetto Carl Ludwig Engel disegnò un nuovo centro per la città, dove le case vennero ricostruite secondo la planimetria precedente. Nel 1990 la popolazione di Oulu ha superato per la prima volta i 100.000 abitanti. Oulu ha compiuto nel 2005 400 anni.
Oulu è conosciuta principalmente come città tecnologica e centro trainante della Finlandia settentrionale. Il parco tecnologico fondato nel 1982 è stato il primo delle nazioni nordiche. Inoltre, anche le decisioni politiche e regionali hanno segnato lo sviluppo di Oulu, in quanto si è voluto, tramite essa, equilibrare il peso delle relazioni tra nord e sud. Il nuovo sviluppo di Oulu iniziò quando nel 1958 venne fondata l'università. Per la precisione l'università diventò operativa nel 1959 e subito efficientemente: gli studenti della Finlandia Settentrionale restavano volentieri a studiare nel nord, prima per frequentare studi universitari erano costretti a trasferirsi a Turku o Helsinki. L'università fu la base protettiva dello sviluppo e del welfare della città.
Quando nella metà degli anni sessanta la facoltà di tecnologia venne ampliata introducendo anche gli studi di ingegneria elettronica e meccanica, si crearono le condizioni perché Oulu diventasse una città a dimensione tecnologica. Nel quartiere di Linnanmaa si iniziò la costruzione di edifici adibiti a uso esclusivo dell'università. La costruzione continua ancora al giorno d'oggi, per assecondare la crescita continua del numero degli studenti. Gli edifici per la facoltà di medicina sono stati costruiti a Kotikangas, dove è stato eretto anche il centro ospedaliero universitario. Al giorno d'oggi l'università di Oulu è la seconda più grande della Finlandia dopo quella di Helsinki e le sue sei facoltà offrono corsi di studio a circa 13.500 studenti. L'università ha influenzato anche la creazione di centri di sviluppo e supporto nei comuni circostanti.

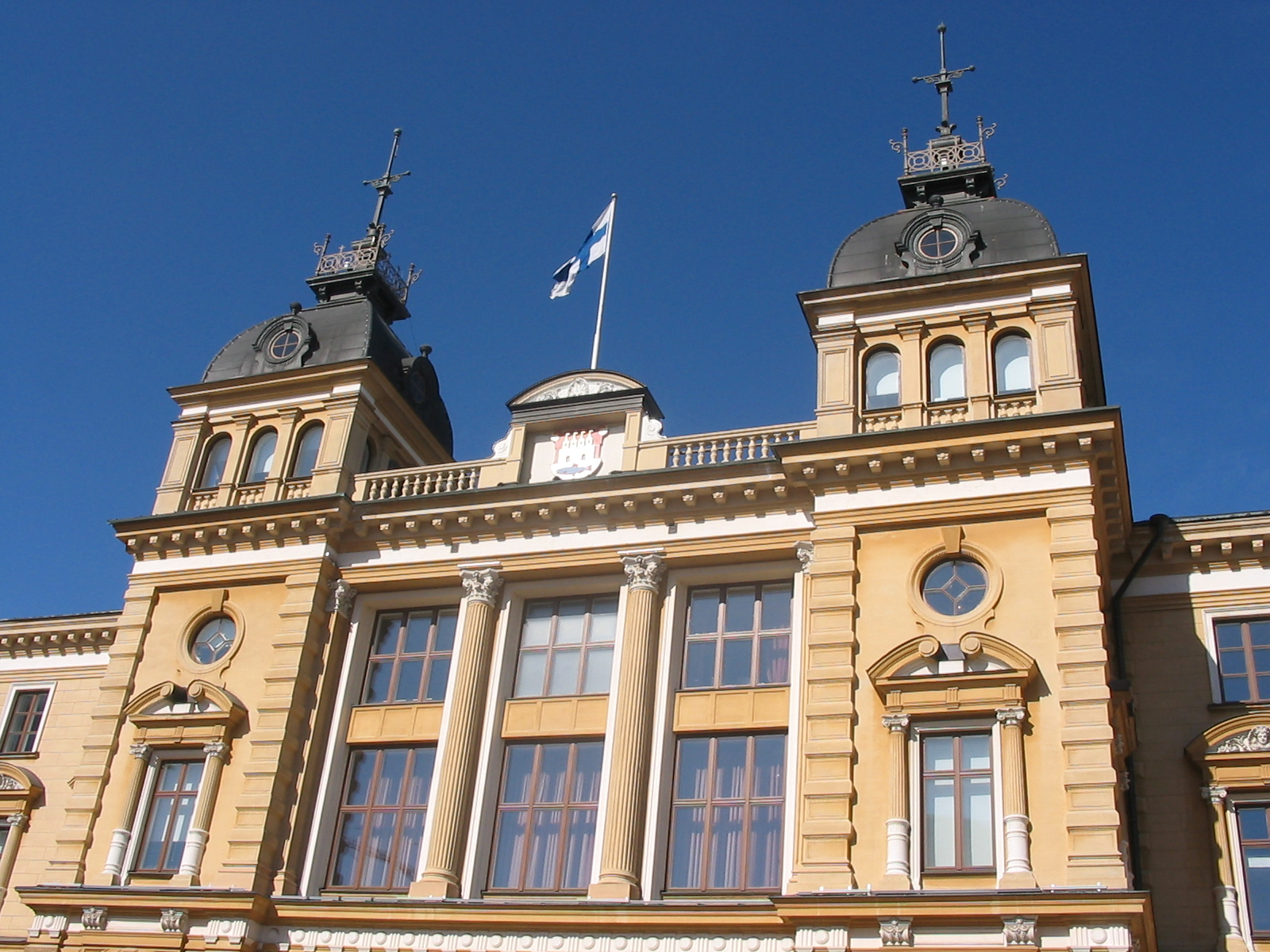
Il Municipio

Oulu è città leader nella Finlandia settentrionale come centro di attività amministrative, economiche e industriali, e specialmente di educazione e ricerca, è cresciuta ulteriormente quando sono stati costruiti i laboratori del Centro nazionale finlandese per la ricerca (Valtion teknillinen tutkimuskeskus, VTT), il laboratorio locale del Dipartimento della salute, proprie unità di ricerca industriale e nuovi centri di educazione, come ad esempio la Scuola industriale della Finlandia settentrionale (Pohjois-Suomen Teollisuusopisto, POHTO) e un dipartimento dell'Istituto di marketing (Markkinnointi instituutti). La città acquisì la denominazione di città tecnologica nel 1984, quattro anni dopo che il consiglio comunale aveva iniziato attivamente a guidare la costruzione del parco tecnologico nell'area universitaria di Linnanmaa. Il lavoro della commissione è durato due anni dopo i quali, nel 1982, venne fondata la società per azioni Oulun Teknologiakylä Oy per attivare il progetto di costruzione.
Oulun Teknologiakylä Oy, oggigiorno quotata in borsa con il nome di Technopolis Oyj, e la sua "figlia" Medipolis fondata dieci anni più tardi hanno funzionato come incubatrici del gruppo crescente di aziende e, insieme ai ricercatori e agli studenti, come centri di offerta di spazi aggiuntivi di lavoro. Oulu, la cosiddetta "Silicon Valley del Nord", è riuscita in questo modo a creare oltre 10.000 nuovi posti di lavoro nel campo tecnologico in vari campi scientifici. Oulu è diventata così un centro di know-how a livello nazionale, le cui aree principali sono le telecomunicazioni, l'elettronica, l'industria informatica, la biomedicina e la biotecnologia. Queste aree vengono sviluppate in modo da prepararsi alla competizione internazionale degli anni a venire.
La pressione apportata all'industrializzazione ha portato tanto alla città, oltre ai centri di sviluppo, produzione e ricerca. Come risultato della crescita della città sono stati creati migliaia di nuovi posti di lavoro nella regione di Oulu e in tutta la Finlandia del nord. Comunque nello stesso tempo la cosiddetta vecchia industria e molti servizi si sono affievoliti. Oulu è passata attraverso profondi cambiamenti strutturali con risultati sufficientemente buoni. In ogni caso con la depressione degli anni novanta il cambiamento strutturale ha causato la perdita di migliaia di posti di lavoro e mantenuto la disoccupazione ad un alto livello. Nel distretto cittadino domina la continua richiesta di esperti nel campo della tecnologia, ma la disoccupazione scende molto lentamente. La domanda e l'offerta non si incontrano a pieno. D'altro canto l'università e gli istituti di educazione post-scolastica hanno continuamente aumentato l'offerta di studio soddisfacendo la richiesta nei campi più proficui.

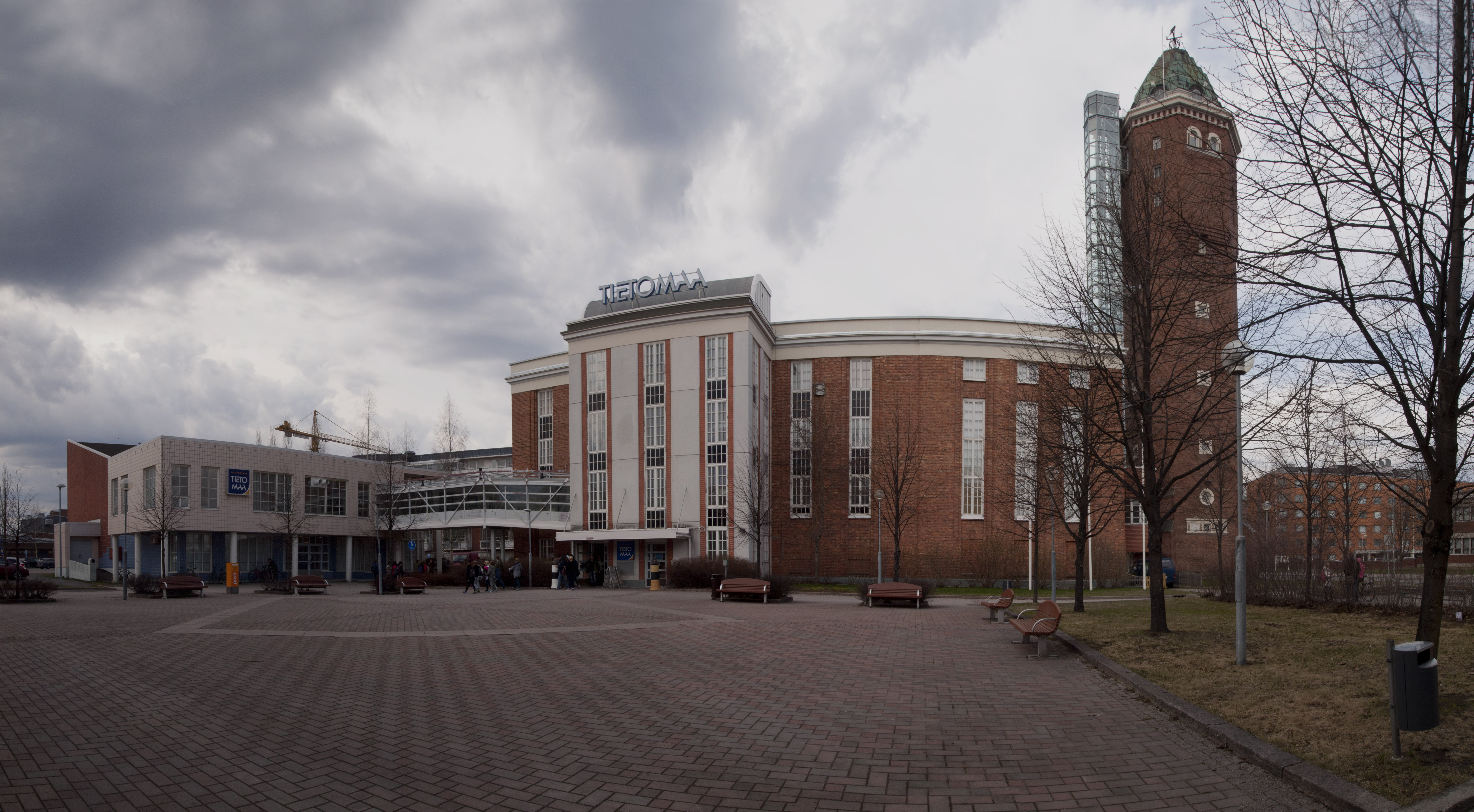
Tietomaa Science Center

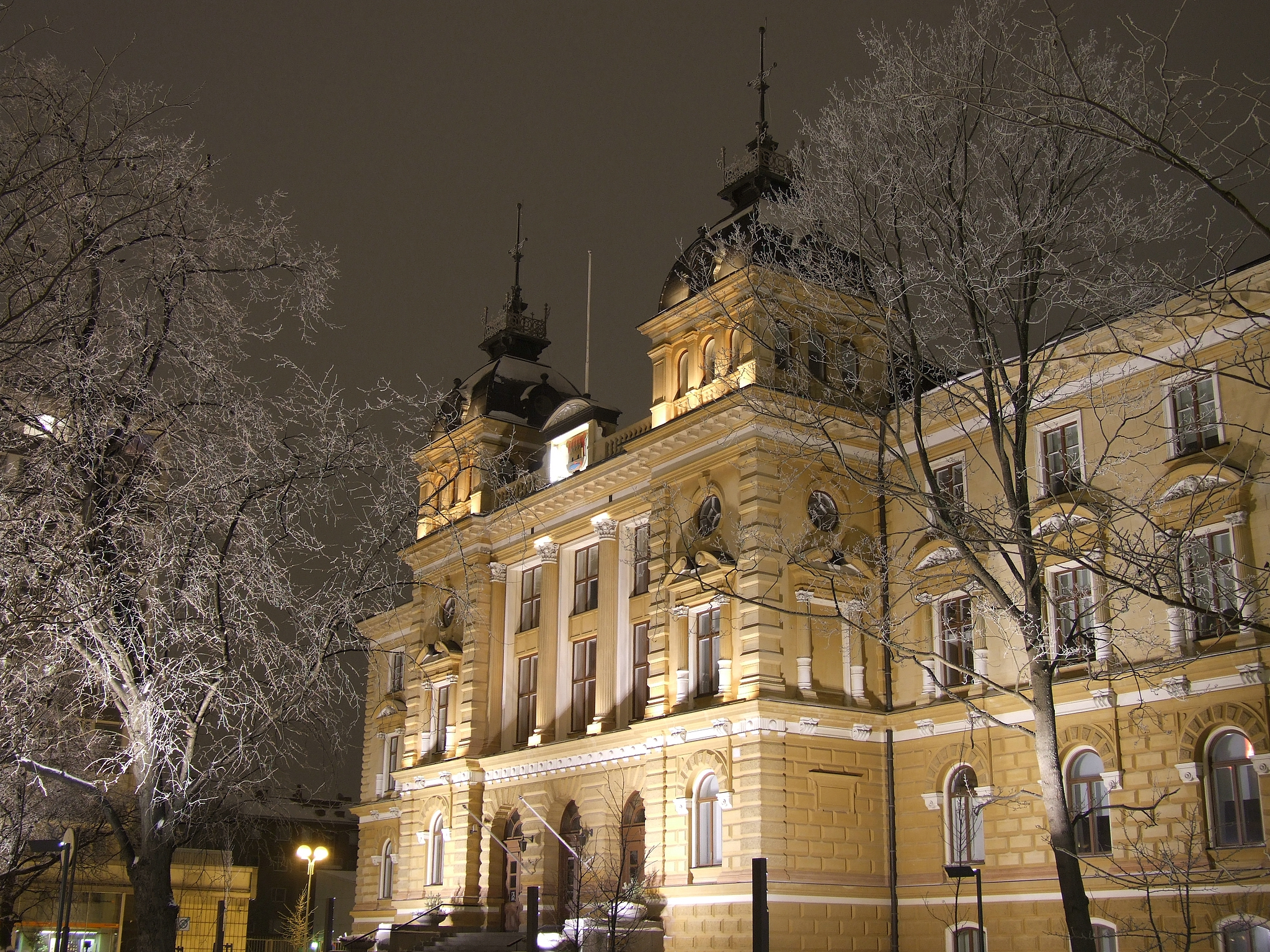
Il Municipio di Oulu.

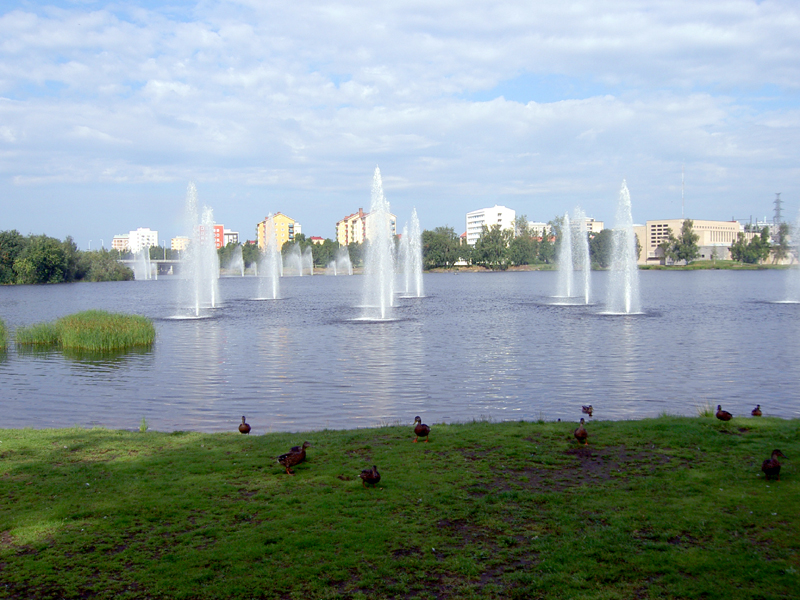
Tuira è uno dei quartieri più popolati di Oulu. La sua popolazione ammonta a 7.000 abitanti.

La forza scolastica è incrementata fortemente nel momento in cui gli istituti sono stati unificati sotto uno stesso tetto organizzativo. Il suo nome è Consorzio distrettuale per l'educazione lavorativa dell'area di Oulu (Oulun seudun ammatillisen koulutuksen kuntayhtymä). I centri di educazione più avanzati al di sotto di esso sono stati a loro volta unificati con il nome di Politecnico di Oulu (Oulun ammattikorkeakoulu). Lì si laureano ingegneri, economisti, professionisti nel campo del sociale e della salute, musicisti ecc. La qualità dei laureati è buona per soddisfare le esigenze della comunità; l'educazione è un buon investimento per la comunità e per gli individui. Fino all'inizio degli anni 2000 Oulu è diventata la città utile per la Finlandia settentrionale. Oulu è diventata la sesta città per abitanti dello Stato ed è internazionalmente conosciuta come "centro di know-how". Oulu è il centro economico e intellettuale della Finlandia settentrionale, ed è l'area cittadina più grande nelle zone artiche (o prossime al circolo polare) dei Paesi Nordici. Lo sviluppo dei posti di lavoro nella regione è stato positivo dopo il collasso degli anni novanta. Al momento attuale (2005) nella città ci sono più di 60 000 posti di lavoro e nel distretto circa 75 000. Le più grandi aree lavorative sono quella dei servizi (50%), industria (22%) e commercio (13%). I principali datori di lavoro nel 2001 erano il comune di Oulu, il Centro di assistenza sanitaria dell'Ostrobotnia settentrionale e la Nokia.

## Geografia fisica
Oulu si trova a meno di due gradi dalla linea immaginaria del Circolo polare artico, il che comporta una grande influenza stagionale nelle ore di luce e di buio e nell'elevazione solare. Infatti l'elevazione massima solare sopra l'orizzonte del solstizio invernale risulta appena inferiore ad 1/30 di quella estiva.
Il 21 giugno il Sole sorge alle 02:17 e tramonta alle 00:22 (legali) del giorno successivo con il culmine a 48,44 gradi di elevazione, mentre le due ore scarse in cui la nostra stella non è visibile sono comunque caratterizzate da una vivida luce crepuscolare (infatti nel momento di massima declinazione negativa all'orizzonte il Sole è solamente a -1,56 gradi) ; più nello specifico, il Sole scende visibilmente meno di sei gradi sotto l'orizzonte dalla metà di maggio a poco prima della fine di luglio, garantendo (in caso di cielo sereno) una accentuata luminosità naturale anche nelle ore "notturne". In determinate condizioni i numerosi intervalli di tempo nel corso dei quali il Sole rimane poco sotto l'orizzonte, permettono di dare luogo a cieli ricchi di colori e di sfumature.
Il 21 dicembre invece il Sole sorge alle 10:28 e tramonta alle 14:03, rimanendo estremamente basso all'orizzonte (1,56 gradi al culmine meridiano) permeando l'ambiente con una timida luce "oro-arancione"; alba e tramonto sono comunque molto lenti come i crepuscoli iniziano a divenire dal 65º parallelo verso nord, e se il tempo è limpido come può esserlo alle latitudini subartiche, c'è luce visibile dalle 08.58 alle 15:33 comprese, ovvero da un'ora e mezza prima dell'alba ad un'ora e mezza dopo il tramonto. L'aurora boreale permette di ravvivare alcune delle lunghe notti di quel periodo sotto un profilo turistico e di vita sociale.

## Clima
| Oulu                | Mesi  | Mesi  | Mesi  | Mesi | Mesi | Mesi | Mesi | Mesi | Mesi | Mesi | Mesi | Mesi  | Stagioni | Stagioni | Stagioni | Stagioni | Anno |
| Oulu                | Gen   | Feb   | Mar   | Apr  | Mag  | Giu  | Lug  | Ago  | Set  | Ott  | Nov  | Dic   | Inv      | Pri      | Est      | Aut      | Anno |
| ------------------- | ----- | ----- | ----- | ---- | ---- | ---- | ---- | ---- | ---- | ---- | ---- | ----- | -------- | -------- | -------- | -------- | ---- |
| T. max. media (°C)  | −6,3  | −6,1  | −1,0  | 4,7  | 12,0 | 18,0 | 20,3 | 18,0 | 12,0 | 5,5  | −0,5 | −4,3  | −5,6     | 5,2      | 18,8     | 5,7      | 6,0  |
| T. min. media (°C)  | −14,7 | −14,6 | −10,2 | −3,7 | 2,2  | 8,6  | 11,1 | 9,4  | 4,5  | 0,0  | −6,2 | −11,8 | −13,7    | −3,9     | 9,7      | −0,6     | −2,1 |
| Precipitazioni (mm) | 28    | 22    | 24    | 21   | 31   | 45   | 58   | 66   | 51   | 45   | 35   | 30    | 80       | 76       | 169      | 131      | 456  |

## Economia

### Servizi
L'Università di Oulu è la seconda più grande università della Finlandia. Oulu è conosciuta anche per essere una città universitaria, dove vivono quasi 50 000 studenti. Nell'anno 2003 la situazione scolastica era la seguente:
- Educazione elementare/media: 13 000 studenti
- Licei e istituti tecnici: 12 500 studenti
- Politecnico del distretto di Oulu: 7 300 studenti
- Università di Oulu: 15 000 studenti

Ad Oulu si trova anche uno tra i cinque ospedali universitari della Finlandia, l'Ospedale universitario di Oulu (Oulun yliopistollinen sairaala, OYS).

## Luoghi di interesse
- Centro scientifico Tietomaa
- Rotuaari
- Magazzino del sale
- Parco cittadino di Hupisaari
- Duomo di Oulu

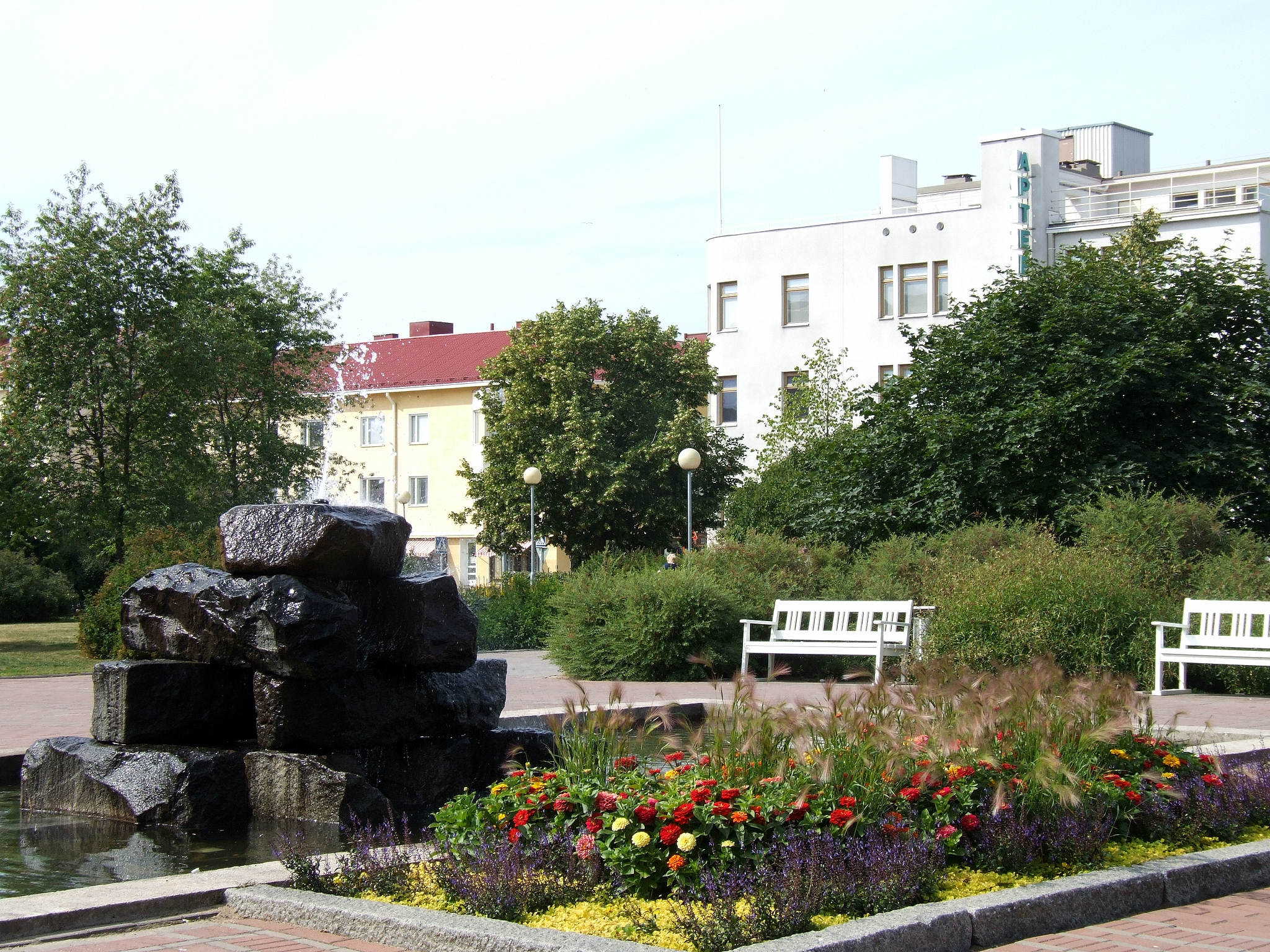
Parco Mannerheim.

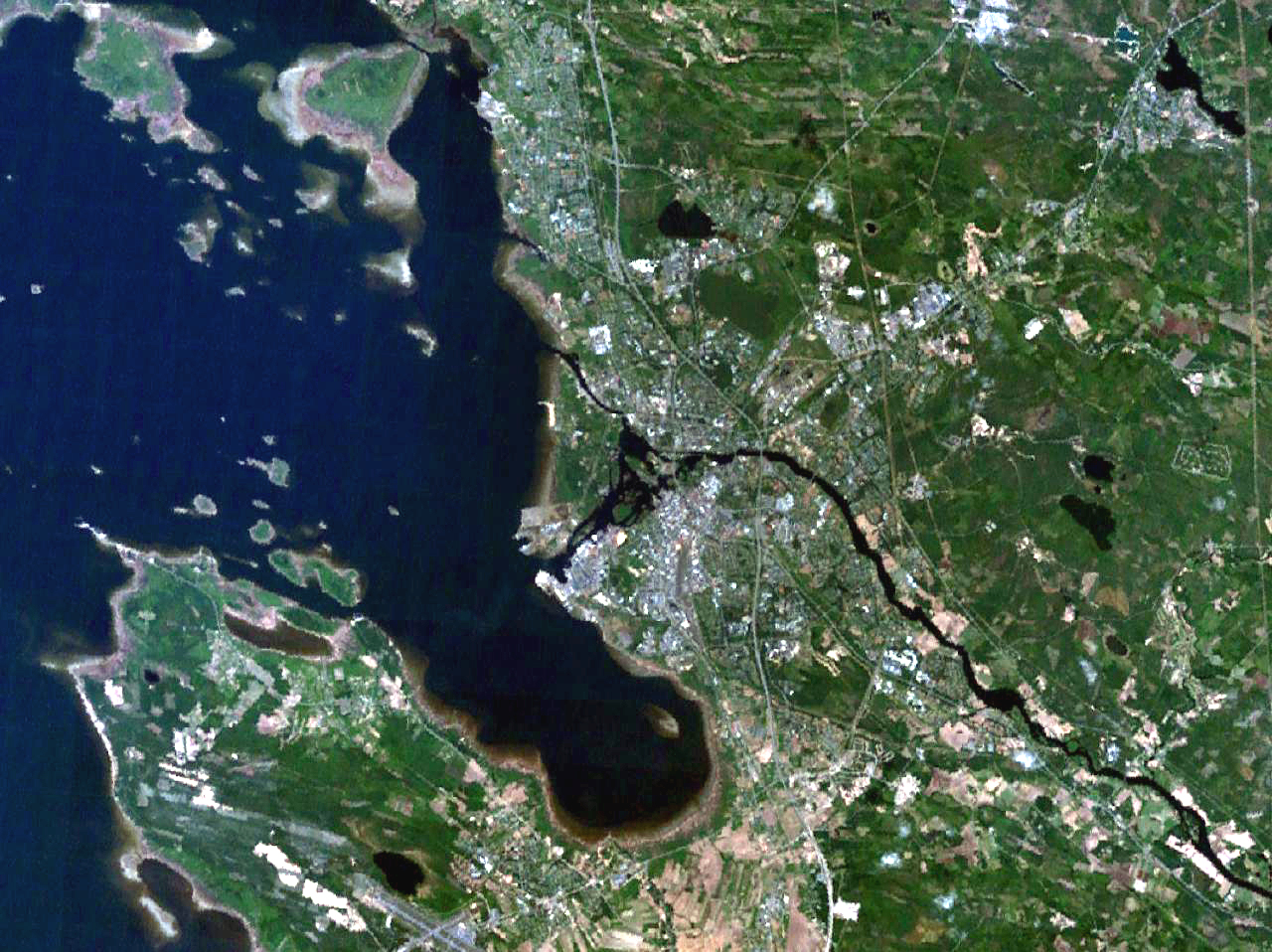
Oulu dal satellite

- Statua in ricordo a Frans Mikael Franzén
- Giardino botanico dell'università di Oulu
- Galleria Arktinen
- Parco tecnologico
- Statua del Toripolliisi (poliziotto della piazza)
- Oulun Kauppahalli
- Cattedrale ortodossa della Santissima Trinità
- Chiesa dello Spirito Santo
- Chiesa della Santa Famiglia di Nazareth

### Musei
- Museo dell'Ostrobotnia settentrionale
- Museo dell'arte
- Museo dell'auto
- Museo della sega di Pateniemi
- Museo all'aperto di Turkansaari
- Museo della casa del marinaio (Pikisaari)
- Museo degli animali

### Altro
- Teatro comunale di Oulu
- Centro musicale di Oulu
- Orchestra sinfonica di Oulu
- Università di Oulu
- Hotel termale Eden
- Ouluhalli e il centro sportivo di Raksila
- Centro ricreazionale di Nallikari
- Strada del pesce di Merikoski
- Formula-Center
- Competizione di sci di fondo Oulun Tervahiihto
- Oulu Horse Show
- American Car Show
- Korttelihaipakka
- Qstock
- Festival dei video musicali finlandesi e competizione di Air Guitar
- Le notti dell'aglio (Valkosipuliyöt)

Inoltre a Oulu si organizzano ogni anno mostre di arte e scienza e avvenimenti a tema.

## Circolazione
Da Oulu passa una delle più importanti arterie stradali finlandesi, la strada statale 4 Helsinki-Utsjoki. Da Oulu inoltre passano le due strade europee E8 e E75. Da Oulu parte la strada statale 20 verso Kuusamo e la 22 verso Kajaani e la statale 8 verso Turku che si divide dalla 4 a sud di Oulu all'altezza di Liminka.
Oulu è un importante centro di scambio ferroviario. Da Oulu partono ferrovie verso nord, sud e est. Da Oulu dipartono giornalmente numerosi treni delle ferrovie dello Stato finlandesi VR verso Helsinki e Rovaniemi. Anche il trasporto merci è attivo. La costruzione della ferrovia dell'Ostrobotnia Seinäjoki-Oulu fu terminata nel 1886.
Il porto di Oulu ospita più di 500 imbarcazioni all'anno, e attraverso di esso passano più di due milioni di tonnellate di merci l'anno. Il servizio passeggeri non è attivo. La profondità massima del porto di Oulu è 10,0 metri.
L'aeroporto di Oulu si trova nel comune di Oulunsalo, a circa 15 km a sud dal centro di Oulu. Sono disponibili voli giornalieri verso Helsinki, Stoccolma e Copenaghen. Come numero di passeggeri, l'aeroporto di Oulu è il secondo più trafficato dopo quello di Helsinki-Vantaa.
Distanza dalle più importanti città finlandesi
- Helsinki 550 km
- Jyväskylä 333 km
- Kotka 582 km
- Kuopio 284 km
- Lahti 505 km
- Lappeenranta 548 km
- Pori 501 km
- Rovaniemi 207 km
- Tampere 476 km
- Tornio (Confine con la Svezia) 131 km
- Turku 620 km
- Vaasa 290 km

## Amministrazione

### Gemellaggi[8]
- Alta, dal 1948
- Arcangelo, dal 1993
- Boden, dal 1948[9]
- Bursa, dal 1978
- Halle (Saale), dal 1968
- Leverkusen, dal 1968
- Odessa, dal 1957
- Siófok, dal 1978
- Astana, dal 2013
- Matera, dal 2010
- Szigetszentmiklós, dal 2013
- Kronštadt, dal 2013
- Hangzhou, dal 2010

## Quartieri

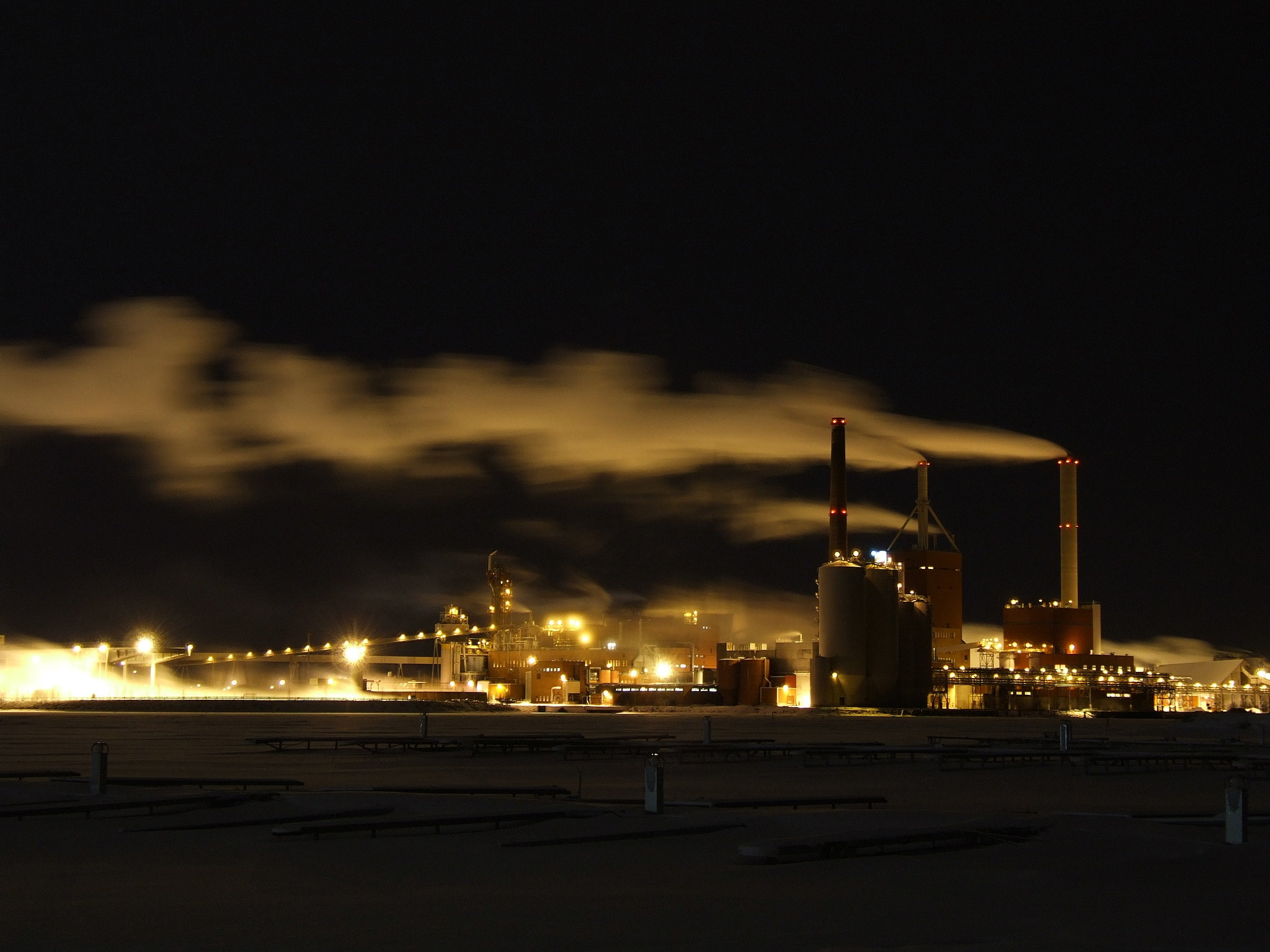
La Finlandia è il primo Stato in Europa per la produzione di legno. A Oulu ha sede Stora Enso, una famosa industria di cellulosa.

| - I quartiere – Pokkinen - II quartiere – Vaara - III quartiere – Vanhatulli - IV quartiere – Hollihaka - V quartiere – Leveri - Alppila - Haapalehto - Hangaskangas - Heikinharju - Heinäpää - Herukka - Hietasaari - Hiironen - Hintta - Hiukkavaara - Hönttämäki - Höyhtyä - Iinatti - Intiö - Isko | - Juurusoja - Kaakkuri - Kaijonharju - Karjasilta - Kastelli - Kaukovainio - Kirkkokangas - Kiviniemi - Kontinkangas - Korvenkylä - Korvensuora - Koskela - Koskikeskus - Kuivasjärvi - Kynsilehto - Laanila - Lapinkangas - Liikanen - Limingantulli - Linnanmaa | - Lintula - Madekoski - Maikkula - Myllyoja - Myllytulli - Mäntylä - Niiles - Nokela - Nuottasaari - Oritkari - Oulunsuu - Parkkisenkangas - Pateniemi - Peltola - Perävainio - Pikisaari - Pikkarala - Puolivälinkangas - Frazione di quartiere Yläsiirtola - Pyykösjärvi | - Rajakylä - Raksila - Ritaharju - Rusko - Ruskonselkä - Saarela - Sanginjoki - Sanginsuu - Saviharju - Syynimaa - Takalaanila - Talvikangas - Taskila - Toppila - Toppilansaari - Tuira - Ulkosanki - Vihreäsaari - Välivainio - Värttö - Äimärautio |